# Millau-Ouest (tổng)
Tổng Millau-Ouest là một tổng thuộc tỉnh l'Aveyron trong vùng Occitanie.

## Hành chính
| Giai đoạn | Ủy viên                 | Đảng | Tư cách |
| --------- | ----------------------- | ---- | ------- |
| 2004-2010 | Jean-Dominique Gonzales | PS   |         |

## Các đơn vị trực thuộc
Tổng Millau-Ouest gồm 4 xã với dân số 16 645 người (điều tra dân số năm 1999, dân số không tính trùng)
| Xã                        | Dân số     | Mã bưu chính | Mã insee |
| ------------------------- | ---------- | ------------ | -------- |
| Comprégnac                | 215        | 12100        | 12072    |
| Creissels                 | 1 501      | 12100        | 12084    |
| Millau                    | 13 628 (1) | 12100        | 12145    |
| Saint-Georges-de-Luzençon | 1 301      | 12100        | 12225    |

(1) một phần của xã.

## Biến động dân số
| 1962                                                     | 1968 | 1975 | 1982 | 1990 | 1999   |
| -------------------------------------------------------- | ---- | ---- | ---- | ---- | ------ |
| -                                                        | -    | -    | -    | -    | 16 645 |
| Nombre retenu à partir de 1962 : dân số không tính trùng |      |      |      |      |        |